# Conulicoccus pholeter
Conulicoccus pholeter är en insektsart som beskrevs av Williams 1985. Conulicoccus pholeter ingår i släktet Conulicoccus och familjen ullsköldlöss. Inga underarter finns listade i Catalogue of Life.